# آریانا ریچاردز
 آریانا ریچاردز (انگلیسی: Ariana Richards؛ زادهٔ ۱۱ سپتامبر ۱۹۷۹) یک هنرپیشه، و نقاش اهل ایالات متحده آمریکا است. وی از سال ۱۹۸۷ میلادی تاکنون مشغول فعالیت بوده‌است.
از فیلم‌ها یا برنامه‌های تلویزیونی که وی در آن نقش داشته است می‌توان به پارک ژوراسیک، جهان گمشده: پارک ژوراسیک، لرزش، آنگوس اشاره کرد.